# Dansk biografisk leksikon
Le Dansk biografisk leksikon (usuellement abrégé en DBL; le titre de la première édition  était Dansk biografisk Lexikon) est un livre de référence sur les biographies danoises qui a été publié en trois éditions. La première édition, dont le titre complet est Dansk biografisk Lexikon, tillige omfattende Norge for tidsrummet 1537-1814 ("...comprenant la Norvège pour la période 1537-1814") a été publiée en dix-neuf volumes en 1887-1905 sous la direction de l'historien Carl Frederik Bricka. Cette première édition, qui est dans le domaine public est consultable en ligne sur le site du Projet Runeberg.
La deuxième édition a été publiée de 1933 à 1944 en 27 volumes, la troisième de 1979 à 1984 en 16 volumes. Dans la troisième édition, certaines des biographies des éditions précédentes ont été révisées et mises à jour. En outre, de nombreuses biographies des éditions précédentes ont été omises dans cette édition parce que les rédacteurs ne les jugeaient plus pertinentes. Dans ces cas, les éditions précédentes sont donc toujours pertinentes.

## Éditions
- Dansk biografisk Lexikon, tillige omfattende Norge for tidsrummet 1537-1814, éditeur: C. F. Bricka, 19 volumes, Copenhagen:Gyldendal, 1887-1905
- Dansk biografisk Leksikon, 2e édition, 27 volumes, éditeurs: Povl Engelstoft and Svend Dahl, Copenhagen, 1933-44.
- Dansk biografisk leksikon, 3e édition, 16 volumes, éditeur: Svend Cedergreen Bech, Copenhagen, 1979-84.
  - Volume 1 : Abbestée–Bergsøe. 1979
  - Volume 2 : Bering–Brüel. 1979
  - Volume 3 : Brüggeman–Dolmer. 1979
  - Volume 4 : Dons–Frijsh. 1980
  - Volume 5 : Frille–Hanssen. 1980
  - Volume 6 : Harald–Høedt. 1980
  - Volume 7 : Høeg–Kjoerholm. 1981
  - Volume 8 : Kjoerulf–Levetzow. 1981
  - Volume 9 : Levi–Moltesen. 1981
  - Volume 10 : Moltke–Olrik. 1982
  - Volume 11 : Olsen–Rask. 1982
  - Volume 12 : Rasmusen–Scavenius. 1982
  - Volume 13 : Schacht–Stehen. 1983
  - Volume 14 : Steenberg–Trepka. 1983
  - Volume 15 : Treschow–Wold. 1984
  - Volume 16 : Woldbye–Aastrup, Supplement, Register. 1984